# Hagströms hink
Hagströms hink är en estradpoesiturnering för tremannalag som arrangeras varje höst i Borås. Genom tre deltävlingar, som tar varsin kväll i anspråk, och en avgörande final, brukar boråslaget till SM vaskas fram, även om turneringen är öppen för alla oavsett hemort. Tävlingen hedrar Lars Hagströms minne. Lars Hagström (1960-2001) vann våren 1998 den första poetry slamtävlingen som arrangerades i Sjuhäradsbygden. Det vinnande lagets deltagare får sina namn ingraverade i en gyllene hink, vilken motsvarar bucklan inom andra sporter. Hinken syftar på Lars Hagströms intresse för fiske.